# Fotografie v Kanadě

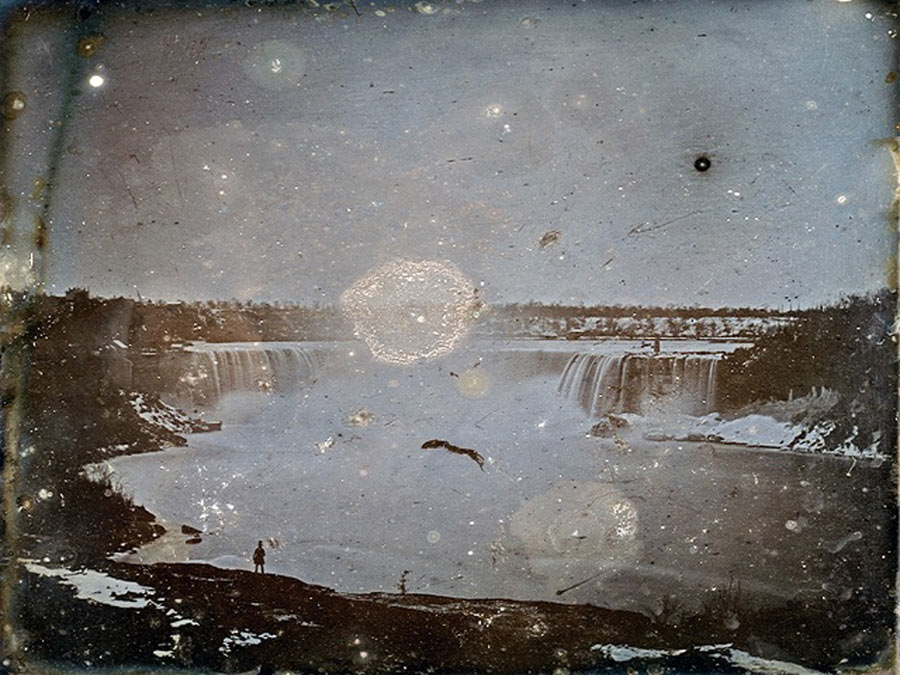
Hugh Lee Pattinson: Pravděpodobně první daguerrotypie vytvořená v Kanadě, Niagarské vodopády; za zmínku stojí silueta stojící postavy s cylindrem, 1840

Fotografie byly pořizovány v oblasti nyní známé jako Kanada od roku 1839, a to jak amatéry, tak profesionály. V 19. století se komerční fotografie soustředila na portrétování. Profesionální fotografové se však také zabývali politickými a antropologickými projekty: účastnili se expedic do západní Kanady a byli najímání vládními agenturami, aby dokumentovali domorodé obyvatelstvo v Kanadě.
Kanadská fotografie se více institucionalizovala ve 20. století. Železnice včetně Kanadské pacifické železnice hojně využívaly fotografie ve svých reklamních kampaních. Still Photography Division, oddělení National Film Board of Canada, produkovalo snímky pro národní a mezinárodní distribuci. Zpočátku se zaměřovala na prosazování pozitivní vize národa, v 60. letech přešla divize na dokumentární fotografii naladěnou na umělecké sklony jednotlivých fotografů.
Podle kritičky Penny Cousineau-Levine současná fotografie v Kanadě neklade důraz na dokumentování reality; spíše zachází s fotografiemi jako s výzvou k úvahám o nadpozemském.

## 19. století

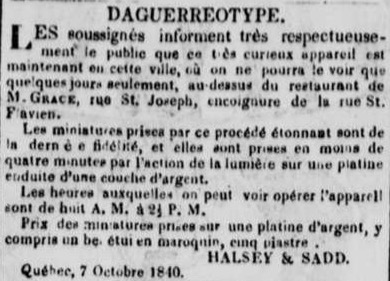
Reklama Halsey & Sadd na daguerrotypické služby, Quebec City, 9. října 1840

V červnu 1839 zpráva Colonial Pearl, novin v Halifaxu v Novém Skotsku, naznačila, že jeden z jejich čtenářů vytvořil kalotypii, pravděpodobně vzorků flóry, jako jsou kapradiny nebo květiny. Podle vědce Ralpha Greenhilla to byl pravděpodobně první takový tisk vyrobený v Kanadě.
Kanada byla mezi prvními zeměmi, které se staly průkopníky fotografie poté, co její vynálezce, Francouz Louis Daguerre, v roce 1839 patentoval daguerrotypii. Koncem roku 1840 byla v Montréalu a Québecu zakládána fotografická studia, zejména dvěma Američany, Halseym a Saddem. Halsey a Sadd prodávali své tisky za 5 dolarů, včetně „skvělého marockého případu“. Paní John Fletcher byla pravděpodobně první fotografkou v Kanadě, když si se svým manželem (který byl kromě svých fotografických činností také frenologem) v roce 1841 založili studio v Montrealu; její inzeráty uváděly, že dokáže „zhotovit Daguerrotype Miniatures ve stylu nepřekonaného americkým nebo evropským umělcem“. O dva roky později, spolu se svým partnerem Williamem Valentinem, Thomas Coffin Doane založil daguerrotypické studio v St. John's v Newfoundlandu. Dalším raným fotografem s těsným vztahek ke Quebeku byl švýcarský rodák Pierre-Gustave Joly. V roce 1839 cestoval do Řecka a Egypta, kde pořídil některé z nejstarších daguerrotypií na světě. Originály byly ztraceny, ale kopie vydané jako rytiny se dochovaly. Eli J. Palmer (pracující v Torontu) a Thomas Coffin Doane (Montreal) byli dalšími „umělci daguerrotypisty“ působícími v kanadských městských centrech. První patent související s fotografií v Kanadě byl vydán v roce 1854 do LA Lemire na proces leštění daguerrotypických desek. Rané kanadské krajinářské fotografie jsou vzácné - s výjimkou Niagarských vodopádů, které přitahovaly fotografy již od časů daguerrotypie.
Portréty poskytly ekonomický základ komerční fotografii 19. století. Koncem 50. let 19. století kanadští fotografové z velké části opustili daguerrotypii ve prospěch ambrotypie, aplikace kolodiového procesu. William Notman byl nejznámějším kanadským portrétním fotografem druhé poloviny 19. století. Provozoval studia v Halifaxu, Saint John, Montrealu, Ottawě a Torontu. Poté, co byl oceněn jako dvorní fotograf královny (pravděpodobně v roce 1861, po své práci během návštěvy Edwarda, tehdejšího prince z Walesu, v Kanadě), v 70. letech 19. století produkoval asi 14 000 negativů za rok. Notman je známý pro své složité montáže, jako je jeho barevná kompozice bruslařského karnevalu z roku 1869 sestávající z asi 300 jednotlivých pohledů, a pro domorodé scény, které vytvořil ve svém montrealském studiu.
V letech 1856–1857 firma Armstrong, Beere and Hime pořídila téměř kompletní panorama města Toronta a jedná se o nejstarší známé fotografie Toronta. V roce 1857 britský koloniální úřad rozhodoval o tom, které město by se mělo stát hlavním městem Kanady. V rámci své nabídky se město Toronto rozhodlo prezentovat soubor fotografií města úřadům v Londýně. Město zaplatilo Armstrongovi, Beeremu a Himeovi 60 liber za vytvoření čtyř kopií 25 obrázků. Panoramatické snímky byly pořízeny ze střechy hotelu Rossin House na jihovýchodním rohu ulic King and York. Snaha Toronta stát se hlavním městem nevyšla a fotografie byly ztraceny a zapomenuty.
Kolem roku 1870 James Inglis a další, včetně Notmana, vytvářeli „kompozitní“ fotografie: carte de visite vytvořené pořízením portrétní fotografie v ateliéru, vyříznutím fotografie a jejím překrytím na připravené pozadí. Kompozitní styl byl módní v 70. letech 19. století.
Kanadští fotografové jako Frederick Dally, Edward Dosseter a Richard Maynard byli pověřeni vládními agenturami, včetně ministerstva indiánských záležitostí, aby provedli etnografické portrétování domorodých národů v Kanadě. Tyto fotografie byly prodávány a šířeny po celém světě. Fotografové osadníků, včetně série Drahokamy Britské Kolumbie od Hannah Maynardové, inzerovali koloniální hranici potenciálním nově příchozím bělochům.
The Photographic Portfolio: A Monthly Review of Canadian Scenes and Scenery byl prvním fotografickým časopisem v Kanadě. Vydával jej Samuel McLaughlin v Quebec City po dobu dvou let, od roku 1858 do roku 1860.

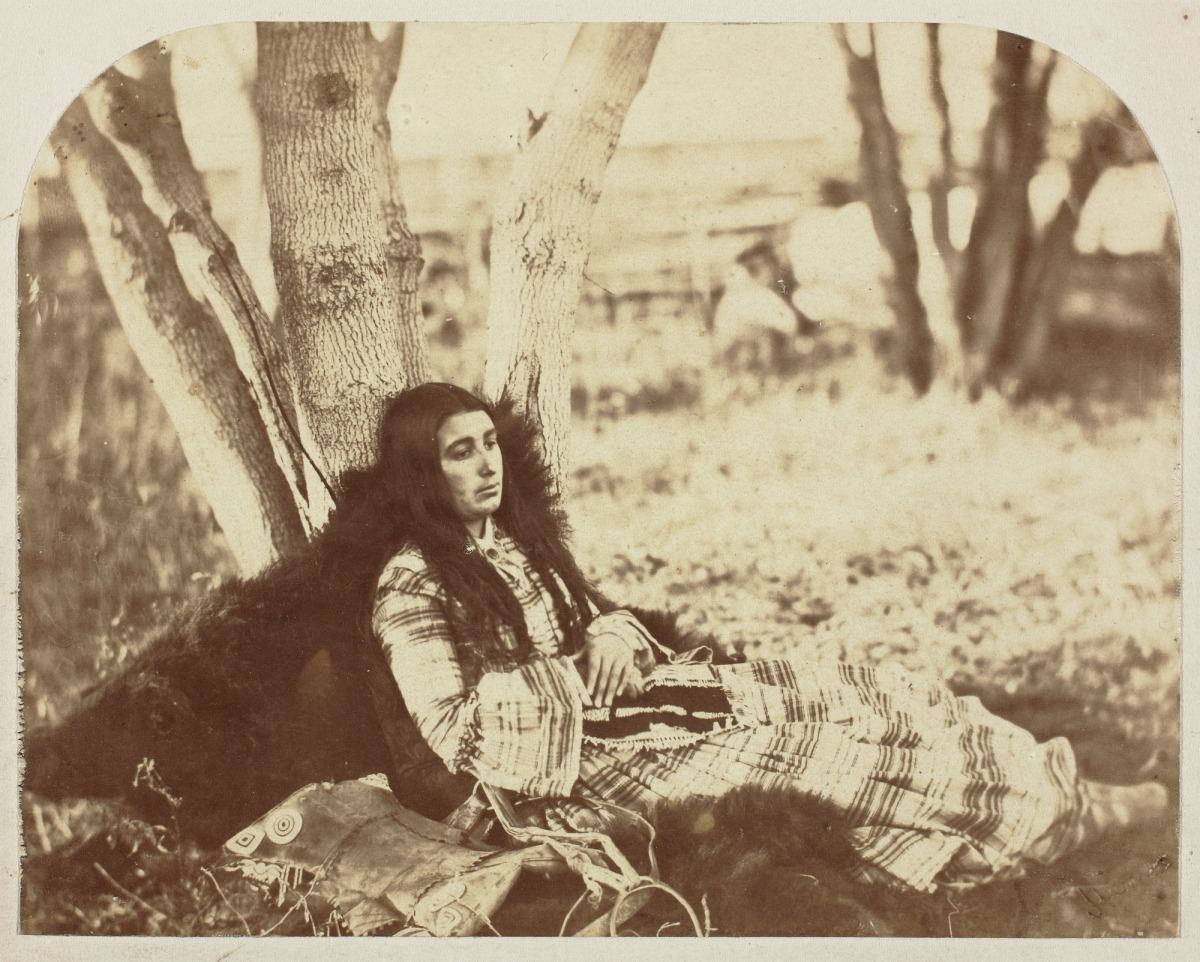
Humphrey Lloyd Hime:Letitia, Plains Cree, 1858

Expedice Assiniboine a Saskatchewan Exploring 1857–1858, na kterou dohlížel Henry Youle Hind, najala Humphreyho Lloyda Himeho jako prvního oficiálního fotografa koloniální expedice. (Hime byl komerčním fotografem torontské firmy Armstrong, Beere & Hime; kolem roku 1860 odešel z profese fotografie a začal se věnovat finanční kariéře.) Další koloniální a antropologické expedice v 19. a na počátku 20. století, jako byla Jesup North Pacific Expedition, také produkoval velké množství fotografií. Podobně byly první fotografie kanadských prérií pořízeny na průzkumných cestách a dalších oficiálně sponzorovaných průzkumnách výpravách. Několik lidí spojených se společností Hudson's Bay Company fotograficky dokumentovalo život na obchodních stanicích (trading post).
Technika suchých želatinových desek, která byla jednodušší než fotografování na mokré desky, se stala dostupnou v 80. letech 19. století. Profesionální fotografové zpočátku tuto inovaci odmítali, zatímco amatéři ji rychle přijali. Technika suchých desek byla použita během britské arktické expedice (1875–1876).
Koncem 19. století, s příchodem polotónového tisku, se fotografie stala běžnější v reklamě a dalších médiích. Noviny Canadian Illustrated News, které poprvé vyšly 30. října 1869, hojně využívaly polotónové fotografické tisky. Tento technologický vývoj se velmi dobře hodil k propagaci osídlení západní Kanady. Kanadská pacifická železnice (Canadian Pacific Railway, CPR) hojně používala fotografie ve svých kancelářích v zahraničí k podpoře přistěhovalectví do Kanady. CPR a kanadská národní železnice, které také udržovaly sbírku fotografií, poskytovaly obrázky zdarma spisovatelům v Kanadě. Fotografové a studia včetně Williama Notmana, Alexandra Hendersona a Olivera B. Buella byli všichni zapojeni jako součást kampaní federální vlády, CPR a dalších společností. Místní profesionální a amatérští fotografové na kanadském západě během tohoto období také dokumentovali region, často se zaměřovali na zemědělské vybavení.

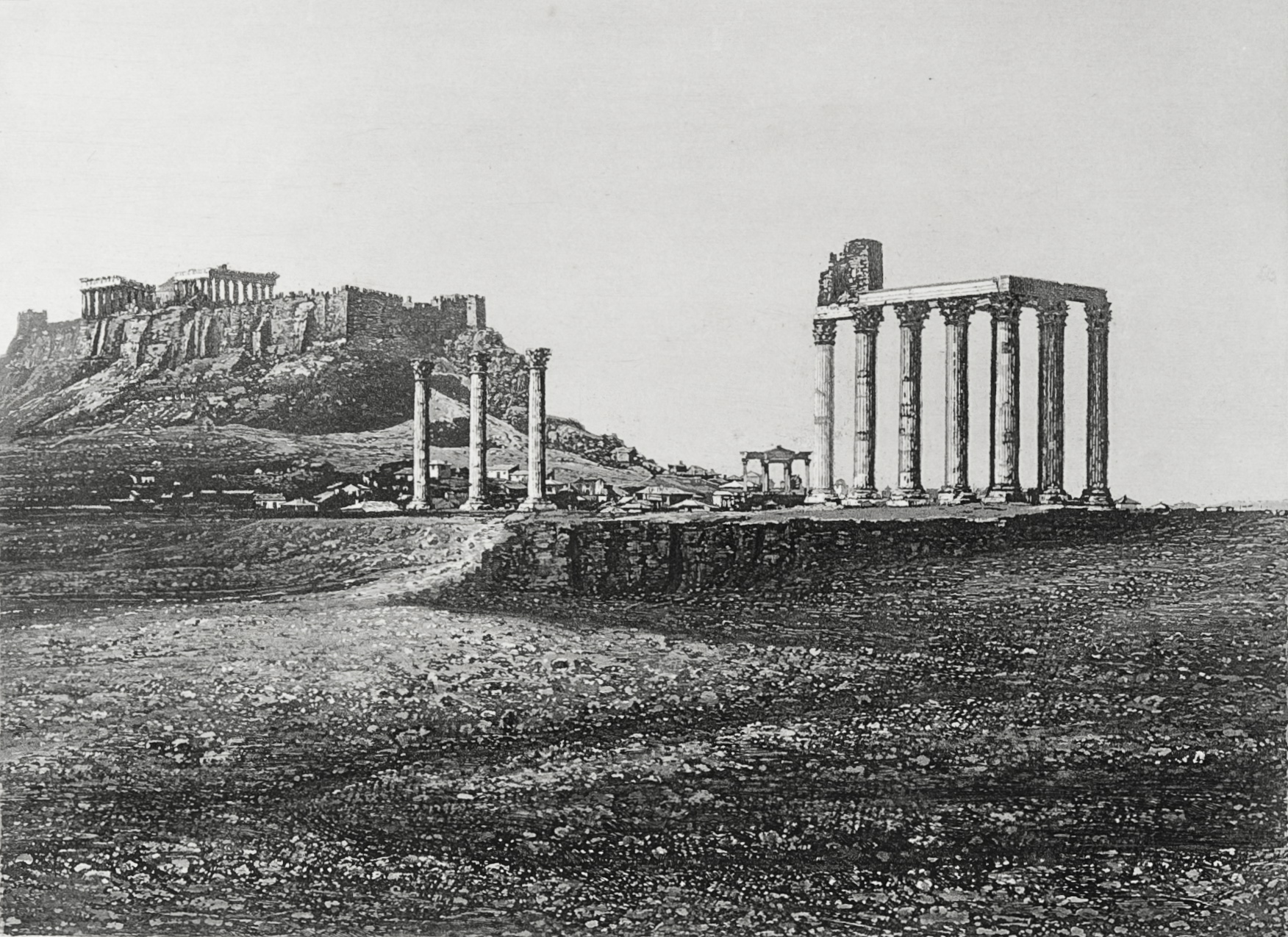
Gaspard-Pierre-Gustave Joly: Chrám Dia Olympského a Akropole, Atény, 1839, daguerrotypie
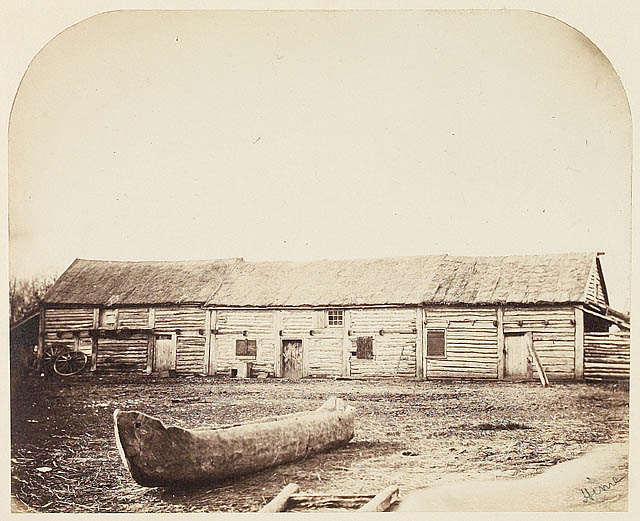
Humphrey Lloyd Hime: obchod McDermot's, Fort Garry, Manitoba, 1858
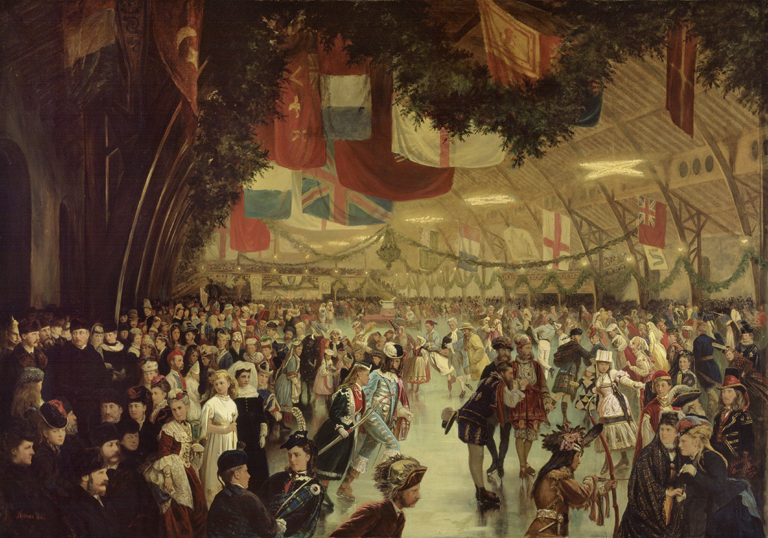
William Notman: Montreal Skating Carnaval, barevný kompozit, 1870

## 20. století

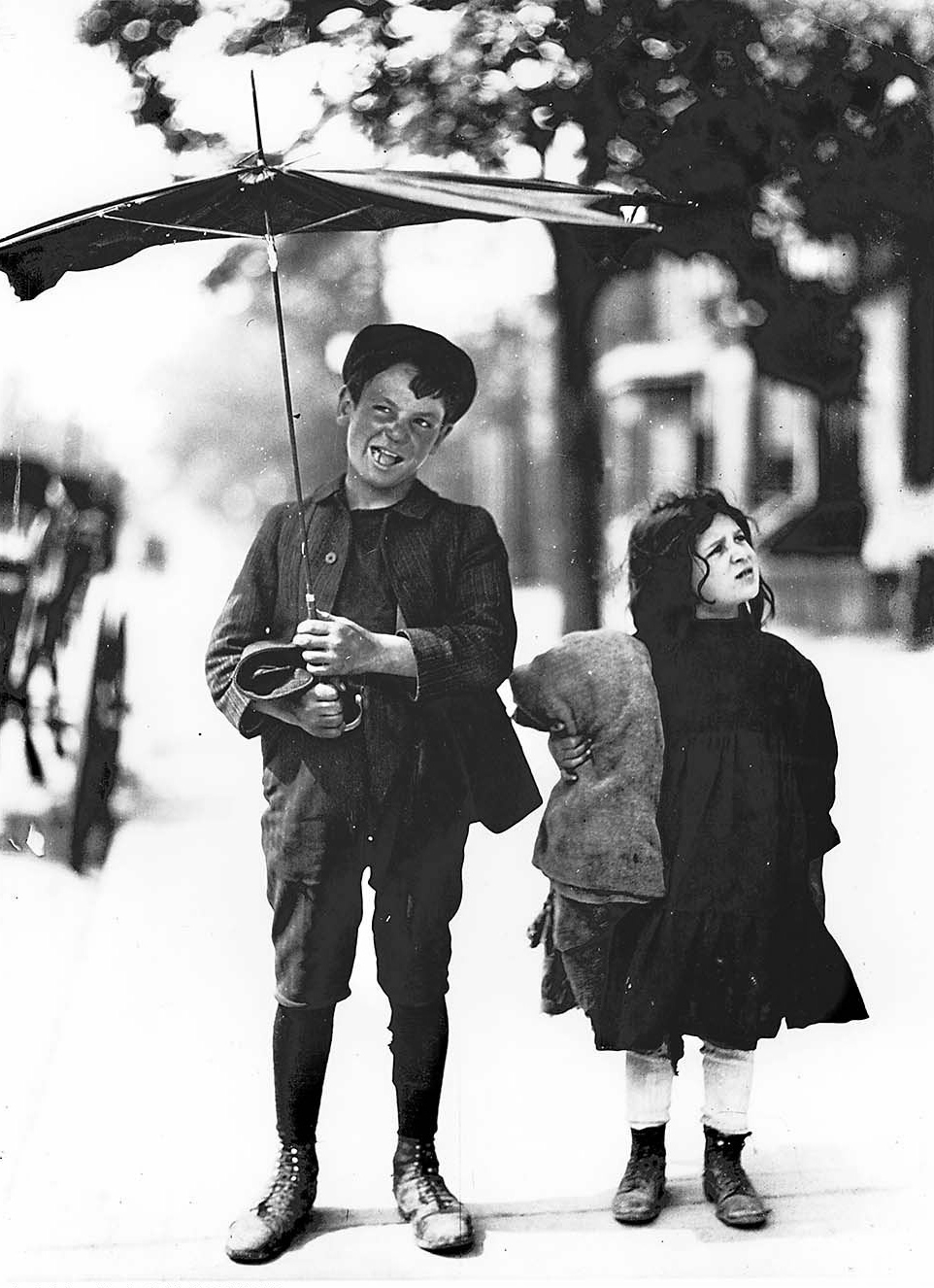
William James: fotografie dětí, 1908, the Ward, Toronto

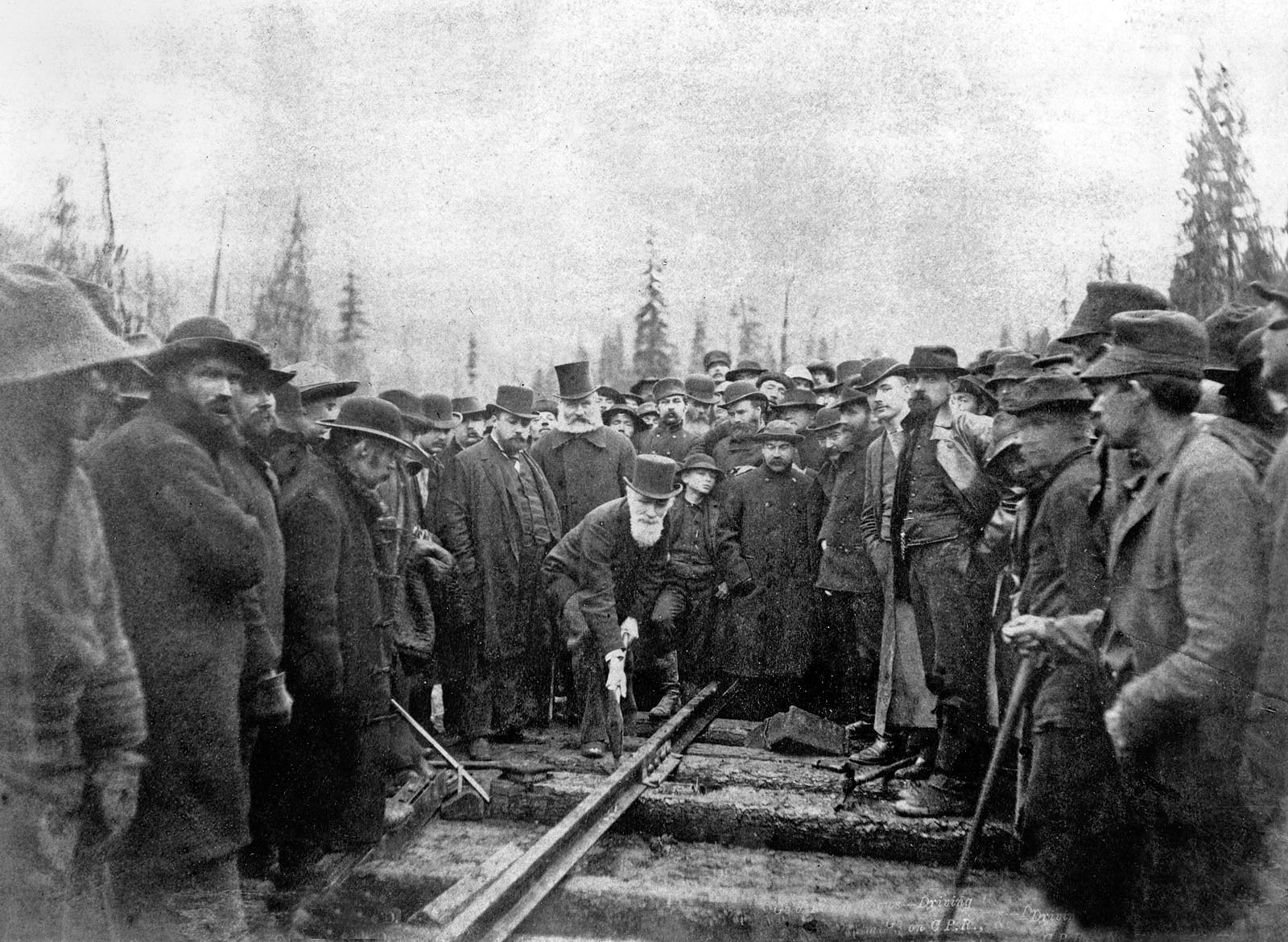
Poslední hřeb v Craigellachie, Britská Kolumbie, 1885

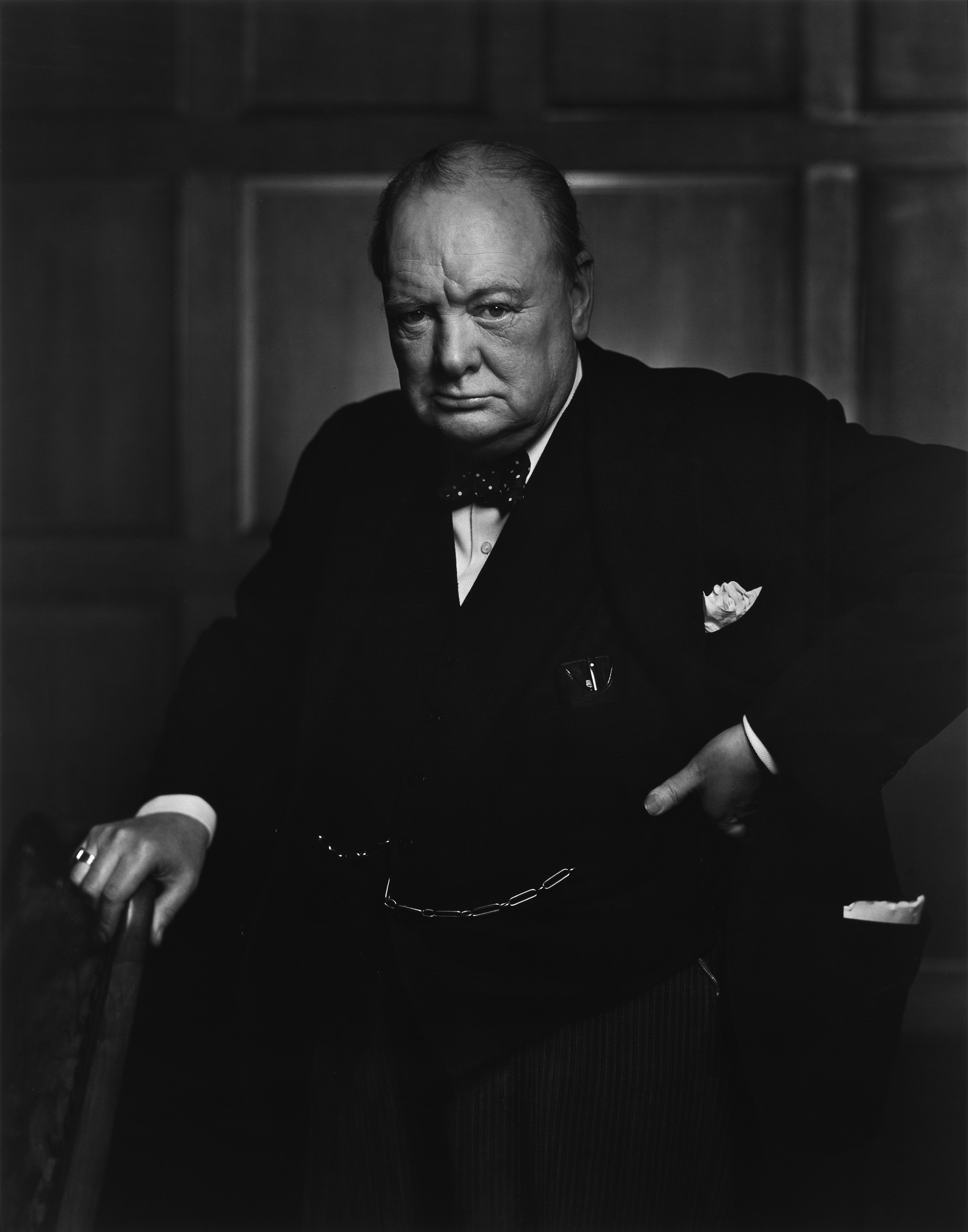
Yousuf Karsh: Sir Winston Churchill, 30. prosince 1941

Na počátku 20. století panovaly obavy z absence specifického kanadského způsobu fotografie. Například Kanaďan Harold Mortimer-Lamb si stěžoval, že není dostatečně zastoupena kanadská příroda. Alespoň jeden britský kritik poznamenal, že v tehdejších současných fotografických výstupech neexistuje žádný důkaz „kanadského ducha“.
Na přelomu 20. století vývoj v technologii tisku umožnil kanadským amatérům i profesionálům vyrábět vlastní fotografické pohlednice. V roce 1913 bylo v Kanadě odesláno 60 milionů pohlednic.
V Torontu na přelomu 19. a 20. století noviny a další periodika dokumentovala oblast the Ward, chudou a převážně přistěhovaleckou čtvrť, na fotografiích. Hojné polotónové tisky v novinách včetně The Toronto World a The Globe mnohé od Williama Jamese ilustrovaly články navržené tak, aby šokovaly, zaujaly a přilákaly čtenáře na příběhy ze života obyvatel Wardu.
Společnost CPR, jako součást reklamní kampaně ve dvacátých a třicátých letech, pověřila fotografy včetně Johna Vanderpanta, kterého učenec Jill Delaney popsal jako „předního piktorialistického fotografa v Kanadě“, aby dokumentoval západní Kanadu, zejména Skalnaté hory. Kampaň měla za cíl spojit Kanadu jako národ s jejím přirozeným prostředím – a obojí s CPR. CPR používala fotografii na upomínku a propagaci svých operací přinejmenším od roku 1885, kdy byl do pražce zaražen poslední hřeb; Alexander Ross z Calgary pořídil ikonickou fotografii, která byla široce distribuována.
Od 40. let 20. století měla kanadská federální vláda fotografické oddělení. Dne 8. srpna 1941 byla divize Still Photography, někdy jednoduše nazývaná Photo Services, převedena pod National Film Board of Canada na základě nařízení rady. Divize zaměstnávala fotografy, fotoeditory a další, aby vytvářeli fotografie ve službách „národní jednoty“. Během druhé světové války se divize soustředila na dokumentaci domácí fronty. Zaměstnanci také produkovali fotografie pro další federální agentury a poskytovali obsah pro publikace, které nejsou spojeny s vládou. Teoretička umění Carol Payneová tvrdí, že hlavní úlohou divize během války bylo produkovat propagandu.
Po válce byl rozpočet Fotografické Divize podstatně seškrtán, i když se Národní filmová rada snažila udržet si status jediné oficiální fotografické agentury federální vlády. Pokračovala v prosazování vize kanadské národnosti v době míru až do 50. let. Jedním z výrazných kanálů pro úsilí divize byl fotografický příběh, často distribuovaný jako novinová příloha. Fotografické eseje byly nekriticky pozitivní; Payne je nazývá „jingoistickými“. Když v roce 1960 nastoupila do čela divize Still Photography Lorraine Monková, odvrátila divizi od modelu fotopříběhu ve prospěch dokumentární fotografie více přizpůsobené cítového vnímání jednotlivých fotografů. To bylo součástí širšího obratu k modernismu v kanadském myšlení o fotografii: bylo na ni nahlíženo jako na uměleckou formu, nikoli pouze jako prostředek k podávání zpráv o realitě. Poslední fotopříběh divize byl zveřejněn v dubnu 1971. Později téhož roku přestala být divize jedinou fotografickou agenturou federální vlády, když v rámci širšího přerozdělení odpovědnosti a personálu někteří fotografové divize byly odeslány do Information Canada (jiný federální úřad).
Na počátku čtyřicátých let byl „jedním z předních kanadských portrétních fotografů“ Yousuf Karsh.
Kanadská asociace komerčních a tiskových fotografů, která v roce 1962 změnila svůj název na Professional Photographers of Canada (PPC), byla založena v roce 1946. Profesionální sdružení pro fotožurnalisty, PPC, si kladlo za cíl vytvořit „silnou národní identitu pro všechny, kdo jsou zapojeni do fotografického průmyslu“.
Kritik Serge Jongué tvrdí, že fotografie v Quebecu se od počátku 90. let posunula od dokumentárního zaměření k důrazu na experimentalismus. Tento vývoj dává do souvislosti s rychlými kulturními změnami v provincii během druhé poloviny 20. století, včetně Tiché revoluce. Za dvě klíčové postavy quebecké fotografie konce 20. století označil Gabora Szilasiho a Pierra Gaudarda.

## Současnost
Penny Cousineau-Levine naznačila, že převládajícím tématem současné kanadské fotografie je smrt. Argumentuje, proti teoriím fotografie obhajovaným Susan Sontagovou v On Photography a Rolandem Barthesem v Camera Lucida, že kanadští fotografové používají médium jedinečně schopné mimésis, aby se distancovali od skutečného: sine qua non. Schopnost fotografie působit věrohodně uvádí mnoho kanadských fotografů do značných rozpaků.“ Podle Cousineau-Levinové je kanadská pouliční fotografie častěji o záležitostech z jiného světa než o komentářích k světským událostem, které nominálně zobrazuje. Identifikuje soubor portrétů pořízených Karen Smileyovou v roce 1976 a práci Anne-Marie Zeppetelliové jako příklady použití tohoto realistického média kanadskými fotografy k prozkoumání témat přesahujících všednost.
Cousineau-Levine srovnává kanadské portréty pracujících lidí od Cala Baileyho s jejich americkými protějšky od Irvinga Penna a Richarda Avedona, naznačuje, že kanadské portréty zobrazují jejich subjekty jako „vykořeněné“ ze svého okolí – na rozdíl od amerických portrétů, které podle Cousineau-Levine, nezobrazují nemocné lidi. Tato tendence odklonit fotografický předmět od jeho pozadí přetrvává, říká Cousineau-Levine, ve fotografování kanadské architektury umělci včetně Oresta Semchishena.

## Organizace

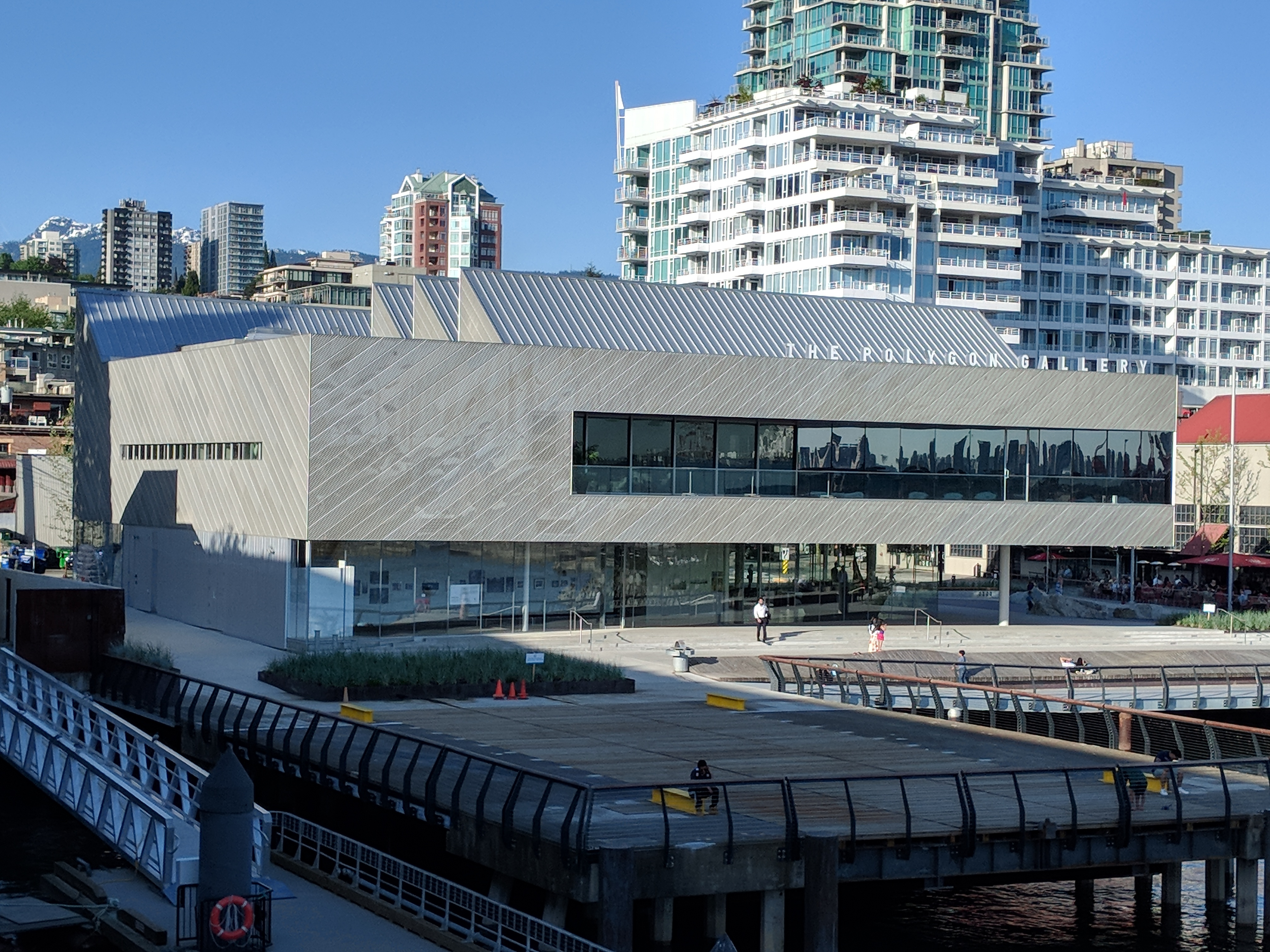
The Polygon Gallery v severním Vancouveru

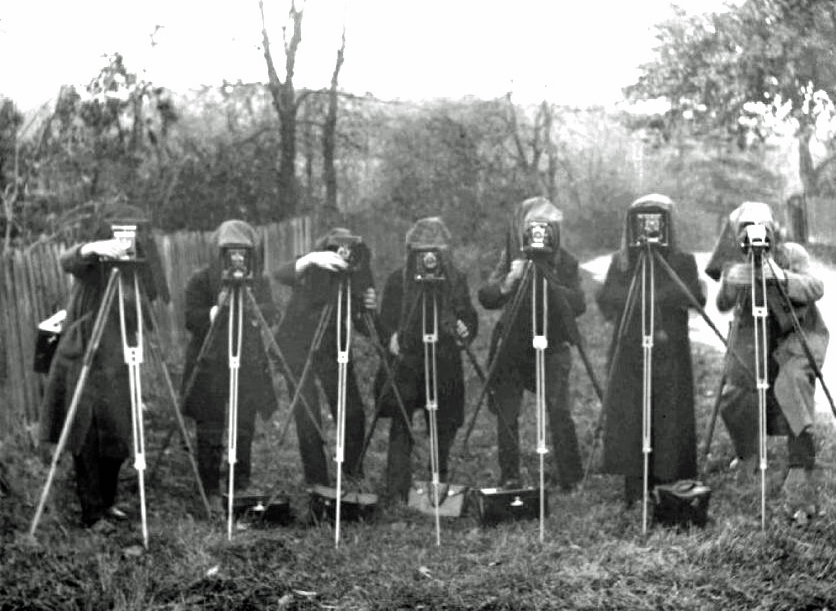
Edwin Haynes: Toronto Camera Club

Fotografické společnosti, organizace a instituce v Kanadě
Muzea a galerie
- Kanadské muzeum současné fotografie (Canadian Museum of Contemporary Photography)
- Notman Photographic Archives
- The Polygon Gallery
- Prefix Institute of Contemporary Art
- Ryerson Image Centre
- Galerie umění Alberty • Montrealské muzeum umění • Kanadská národní galerie • Národní muzeum umění Québecu • Královské ontarijské muzeum / Ontarijská umělecká galerie • Vancouverská umělecká galerie

Organizace
- PhotoSensitive
- Pinehouse Photography Club
- RA Photo Club
- Toronto Camera Club

Firmy
- Blacks Photo Corporation
- Henry's (obchod s elektronikou)
- Tooton's

Fotoarchivy
- IStock
- PIX Publishing
- Sovfoto
- Stocksy United
- Unsplash

Ocenění
- Prix Paul-Émile-Borduas

Školy